# 플라이급 (종합격투기)
플라이급(Flyweight)은 단체에 따라 다양한 체중을 가리킨다:
- 로드 FC의 플라이급은 57 kg (125 lb) 이하의 체급이다.
- 딥의 플라이급은 57 kg (125 lb) 이하의 체급이다.
- UFC의 플라이급은 53 ~ 57 kg (116 ~ 125 lb)의 체급이다.
- 원 챔피언십의 플라이급은 132.3 lb (60 kg) 이하의 체급이다.

## 설명
플라이급은 일반적으로 남성부 체급에서 가장 낮은 체급이다. 여성부 체급에서는 플라이급 아래에 스토로급이 있다. 체급 표준화로 인해 많은 미국의 종합격투기 웹사이트가 57 kg (125 lb) 이하의 체급을 플라이급으로 여기고 있다. 네바다주 체육 위원회가 정한 플라이급은 57 kg (125 lb) 이하를 가리킨다.

## 프로페셔널 챔피언

### 현재 챔피언
이 표는 항상 최신이 아니다. 마지막 업데이트 날짜는 2024년 3월 15일이다.
남성부:
| 단체        | 벨트 획득일      | 챔피언              | 기록               | 방어 횟수 |
| ----------- | ---------------- | ------------------- | ------------------ | --------- |
| 로드 FC     | 2015년 10월 9일  | 송민종              | 9-7 (1KO 2SUB)     | 0         |
| UFC         | 2023년 7월 8일   | 알렉산드레 판토자   | 27-0-5 (8KO)       | 1         |
| 원 챔피언십 | 2015년 11월 21일 | 카이라트 아흐메토프 | 23-0-0 (5KO 13SUB) | 0         |

여성부:
| 단체      | 벨트 획득일     | 챔피언        | 기록              | 방어 횟수 |
| --------- | --------------- | ------------- | ----------------- | --------- |
| 인빅타 FC | 2016년 3월 11일 | 제니퍼 마이아 | 15-4-1 (3KO 5SUB) | 2         |
| KSW       | 2017년 5월 27일 | 아리안 립스키 | 9-3 (6KO 1SUB)    | 0         |
| UFC       | 2017년 12월 1일 | 니코 몬타뇨   | 4-2 (2TKO 2DEC)   | 0         |

## 참조
1. ↑  “Nevada Revised Statutes: CHAPTER 467 - UNARMED COMBAT”. 《http://www.leg.state.nv.us》 (영어). 2007년 2월 20일에 확인함. |work=에 외부 링크가 있음 (도움말)